# بيتر أودونيل (رجل أعمال)
بيتر أودونيل (بالإنجليزية: Peter O'Donnell)‏ هو شخصية أعمال أمريكي، ولد في 21 أبريل 1924 في دالاس في الولايات المتحدة.